# Ramil
Ramil  (nom officiel), en galicien comme en castillan, est une des quatre localités de la parroquia de Santiago de Triacastela (gl), dans la commune galicienne  (concello) de Triacastela, comarque de Sarria, province de Lugo, communauté autonome de Galice, au nord-ouest de l'Espagne.
Cette localité est une halte sur le Camino francés du Pèlerinage de Saint-Jacques-de-Compostelle.

## Patrimoine et culture

### Pèlerinage de Compostelle
Par le Camino francés du Pèlerinage de Saint-Jacques-de-Compostelle, le chemin vient de As Pasantes (ou Pasantes), dans le concello de Triacastela.
La prochaine localité traversée est Triacastela, chef-lieu du concello de même nom.